# Xenopsylla papuensis
Xenopsylla papuensis är en loppart som först beskrevs av Jordan 1933.  Xenopsylla papuensis ingår i släktet Xenopsylla och familjen husloppor. Inga underarter finns listade i Catalogue of Life.